# سده ۱۰ (پیش از میلاد)
(سده یازدهم پ.م. - سده دهم پیش از میلاد مسیح - سده نهم پ.م. - سده‌های دیگر)
قرن دهم پیش از میلاد شامل سال‌های ۱۰۰۰ پیش از میلاد تا ۹۰۱ پیش از میلاد است. این دوره پس از فروپاشی اواخر عصر برنز در خاور نزدیک آغاز شد و در این قرن، عصر آهن اولیه در آنجا رواج یافت. عصر تاریکی یونان که در سال ۱۲۰۰ پیش از میلاد آغاز شده بود، ادامه یافت. امپراتوری آشوری نو در اواخر قرن دهم پیش از میلاد تأسیس شد. در عصر آهن در هند، دوره ودایی همچنان ادامه دارد. در چین، دودمان ژو در قدرت است. اروپای عصر برنز با فرهنگ زمین خاکستردان ادامه یافت. ژاپن در دوره جومون توسط یک جامعه شکارچی-گردآورنده در حال تکامل سکونت داشت.
سده دهم پیش از میلاد نخستین سده از هزاره یکم پیش از میلاد است.

## رویدادها
- 1000 قبل از میلاد: هند - عصر آهن هند. پادشاهی های هندی بر هند حکومت می کنند - پانچال، کورو، کوسالا، پاندیا و ویدها.[۲]
- حدود ۱۰۰۰ پیش از میلاد: فرهنگ سا هون در مرکز و جنوب ویتنام آغاز شد.
- ۹۹۳؛ آمه‌نه‌موپه جانشین پسوسننس یکم فرعون مصر باستان شد.
- ۹۹۳؛ آرخیپوس پادشاه آتن پس از نوزده سال پادشاهی مرد و پسرش ترسیپوس جای او را گرفت.
- دوره تقریبی زرتشت پیامبر بزرگ ایرانیان
- ۹۸۴؛ اوروکون مهتر جانشین آمه‌نه‌موپه فرعون مصر شد.
- ۹۸۲؛ پایان نخستین دوره از مفهوم آی‌چینگ و تاریخ سائو یونگ
- ۹۷۸؛ سیامون جانشین اوروکون مهتر گردید.
- ۹۶۷؛ سلیمان پادشاه بنی‌اسرائیل شد.
- ۹۶۷؛ تیگلت‌پیلسر دوم پادشاه آشور شد.
- ۹۶۵؛ داوود پادشاه اسرائیلیان مرد.
- ۹۵۹؛ پسوسننس دوم جانشین سیامون در مصر باستان شد.
- ۹۵۲؛ ترسیپوس پادشاه آتن مرد و پسرش فورباش جایگزینش شد.
- ۹۴۷؛ مرگ مو پادشاه چین از دودمان ژو.
- ۹۴۶؛ آغاز فرمانروایی گونگ پادشاه دودمان ژو درچین.
- ۹۴۵؛ پسوسننس سوم واپسین فرعون دودمان بیست‌ویکم مرد.
- ۹۳۵؛ مرگ گونگ پادشاه چین.
- ۹۳۵؛ مرگ تیگلت‌پیلسر دوم.
- ۹۳۴؛ یی از دودمان ژو پادشاه چین شد.
- ۹۲۵؛ سلیمان مرد.
- ۹۲۵؛ تجزیه اسرائیل به دو پادشاهی اسرائیل و یهودا.
- ۹۲۴؛ اوسورکون یکم جانشین پدرش شوشنق یکم فرعون مصر باستان شد.
- ۹۲۲؛ فورابس پادشاه آتن مرد.
- ۹۱۲؛ اددنیراری دوم پادشاه آشور شد.
- ۹۱۱؛ ابیجاه پادشاه یهودا مرد.
- ۹۱۰؛ مرگ یی پادشاه چین.
- ۹۰۹؛ ژیائو پادشاه چین از دودمان ژو شد.
- ۹۰۹؛ یروبوآم پادشاه اسرائیل مرد.
- ۹۰۰؛ فرهنگ ویلانووایی در شمال ایتالیا پدیدار شد.
- حدود ۹۰۰ پیش از میلاد: تأسیس آنوراداپورا، سریلانکا.[۳]
- حدود ۹۰۰ پیش از میلاد: یادگارهای آدیچانالور، از فرهنگ تامیل نادو، هند، از این دوران آمده‌اند
- ۹۰۰؛ پادشاهی کوش
- سال‌های پایانی سده؛ ساخت تندیس قنطورس در ائوبویای یونان. این تندیس اکنون در موزه باستانشناسی ارتریه نگهداری می‌شود.
- پیدایش اسپارت.
- برپایه افسانه‌ها منلیک یکم پسر سلیمان و ملکه صبا پادشاهی اتیوپی را پدیدآورد.
- کهنترین نوشته به‌جا مانده از زبان آرامی.
- کهنترین زیستگاه انسانی شناخته‌شده در پلیموت انگلستان به این زمان بازمی‌گردد.
- آفرینش آیین کلاه‌های زرین در اروپای مرکزی.

- اواخر قرن دهم پیش از میلاد: پادشاهی اتیوپی توسط منلیک اول تأسیس شد، که طبق افسانه‌ها پسر سلیمان و ملکه سبا بود.[۴]

## چهره‌های برجسته
- شاعول پادشاه بنی‌اسرائیل.
- داوود پادشاه اسرائیل.
- سلیمان پادشاه اسرائیل.
- زرتشت پیامبر باستانی ایران (تاریخ تقریبی)